# Тек-хауз
Тек-хауз (англ. Tech house, також тек-хаус) — стилістичний напрямок танцювальної електронної музики, що з'явився під впливом мінімал-техно на хауз-музику. Тек-хауз був одним з перших популярних представників руху «мінімал», що протиставлявся європейському руху «рейв» в 1990-х. Як результат, стиль має повільніший темп, приглушеність бас-бочки і нескладну структуру з мінімальним набором ударних інструментів. У клубах такі композиції зазвичай гралися на задньому фоні, на відміну від більш танцювальних стилів прогресив-хауза і пампін-хауза.
Багато хто плутає тек-хаус зі спорідненим йому діп-хаузом, тим не менш, між стилями є відмінності. По-перше, тек-хаус мелодійніший і ритмічніший від діпа — це виражається навіть у прискоренішому темпі: 128—130 BPM проти 122—125. Хоча в діп-хаузі зустрічаються відгалуження, темп яких теж досить прискорений. По-друге, тек-хаус часто не має чітко вираженої басової підкладки («sub»), і «глибина» частот виражається бочкою. По-третє, в тек-хаусі вкрай рідко є вокал, а навіть коли він присутній, то співу практично немає, а вимова слів мінімальна і однотонна, в той час як в діпі часто можна почути повноцінний виконавчий вокал.

## Історія

### Витоки
Вперше термін «tech house» пролунав 1994 року в окремих клубах Великої Британії («The Drop», «Heart & Soul», «Wiggle», «Subterrain»), діджеї яких надавали перевагу музичним техно-тематикам американських діджеїв з Детройта і Чикаго. Незабаром такі англійські діджеї, як Mr. C, Едді Річардс (англ. Eddie Richards) і Террі Френсіс (англ. Terry Francis), у своїх міксах з'єднували традиційну структуру хауз-музики з даб-версіями геріджних треків і жорсткими варіаціями на тему техно. Вже наступного року тек-хаус здобув клубну популярність таких мегаполісів, як Лондон, Ліверпуль і Манчестер.
За кілька років, в 1997-му, вже відомий тоді продюсер і резидент клубу «Cream» Стів Лоулер випустив першу CD-компіляцію «Dark Drums», збірку релізів у стилі тек-хауса, що мала рекордні продажі. Стильову тенденцію незабаром підхопили американський дует «Wamdue Project» (King of My Castle), бельгійське тріо «Technotronic» і фінн «Luomo», а також інші світові діджеї.

### Розквіт
Найбільшу популярність цей напрям мав 2000 року завдяки лейблу Plastic City, зокрема, Jean F. Cochois (Timewriter) і Norman Feller (Terry Lee Brown Jr.). Вони додали тек-хаузу стилю з діп-хаузу, що додало краси і «соковитості» звукові. Багато з компіляцій Джона Дігвіда також віднести до стилю тек-хауз. До кінця 2000-х років звучання тек-хауса і дип-хауса фактично злилися воєдино. З того часу ці терміни майже не розрізняють між собою.
До 2002 року на сучасний тек-хаус почали чинити значний вплив пампін-хауз і електроклеш. Наприклад, у треках дуетів «Sono» і «Dirty Vegas» можна почути безпосередній вплив останнього, а світова композиція «Satsifaction» діджея Бенні Бенассі, пізніше віднесена до електро-хаузу, тривалий час вважалась як Electro-Tech або Pumptech.

### Після 2005 року
В результаті популяризації електро-хаузу як окремого стилю хауз-музики поняття «тек-хауз» практично розпалося на менш коректний перелік піджанрів дип-хауза і мікрохауза, багато з яких все ж були розроблені тими ж діджеями, що починали свою кар'єру з тек-хауза. Як результат, локальна (і навіть трохи культова) популярність закріпилася за численними клубами Англії, Нідерландів, Німеччини та США. Застосовуючи термін у комерційній сфері, деякі продюсери також продають пресети для стилів мінімал, розроблені для зручності створення музики на цифрових редакторах.